# لتونیایی‌ها
مردم لاتویایی (لتونیایی: latvieši، لیوونیایی: leţlizt)، گروهی از مردم بالت‌اند بومیان کشور امروزین لتونی و مناطق جغرافیایی پیرامونی را تشکیل می‌دهند. این مردم «لِت» نیز نامیده می‌شوند گرچه این اصطلاح قدیمی‌است. لاتویایی‌ها به زبان مشترک لتونیایی سخن می‌گویند.